# Carlos Portal
Carlos Portal (Callao, Perú, 11 de abril de 1911), fue un futbolista peruano. Jugaba de centrocampista en solo clubes del Callao y estuvo en la selección de fútbol de Perú en las décadas de 1930 y 1940.

## Trayectoria
Llegó a Sport Boys en 1934 proveniente del club Jorge Chávez. Con el cuadro rosado fue campeón del torneo de Primera División de 1935 y repitió el título en el campeonato de 1937. En 1941 pasó a Atlético Chalaco donde se retiró en 1944.

## Selección nacional
Ha sido internacional con la Selección de fútbol del Perú en 10 partidos entre 1937 y 1942. Fue parte del equipo peruano que asistió a los Juegos Olímpicos de Berlín 1936. Al año siguiente hizo su debut con la selección durante el Campeonato Sudamericano 1937 en el empate 2-2 contra Chile jugado el 21 de enero.
En 1938 integró el equipo peruano que logró la medalla de oro de los Juegos Bolivarianos de Bogotá.

### Participaciones en Copa América
| Copa América                 | Sede      | Resultado |
| ---------------------------- | --------- | --------- |
| Campeonato Sudamericano 1937 | Argentina | Sexto     |
| Campeonato Sudamericano 1941 | Chile     | Cuarto    |
| Campeonato Sudamericano 1942 | Uruguay   | Quinto    |

## Clubes
| Club             | País | Año         |
| ---------------- | ---- | ----------- |
| Jorge Chávez     | Perú | 1932 - 1933 |
| Sport Boys       | Perú | 1934 - 1940 |
| Atlético Chalaco | Perú | 1941 - 1944 |

## Palmarés

### Títulos nacionales
| Título           | Club       | País | Año  |
| ---------------- | ---------- | ---- | ---- |
| Primera División | Sport Boys | Perú | 1935 |
| Primera División | Sport Boys | Perú | 1937 |